# 中山路 (大连市)
中山路是中华人民共和国辽宁省大连市的一条道路，大体为东西走向。最初在日俄战争后的1914年建成，中国共产党接管大连后，道路一度为斯大林路，后改名为中山路。曾于1958年、1985年、1996年、1997年、2003年进行翻修与扩建，现今道路西起黑石礁旅顺南路，经过星海广场、青泥洼桥等大连风景名胜和繁华地带，东北至中山广场。

## 历史
1904年日俄战争中，日军从沙俄手中夺取“达里尼”市。1905年，日本当局在沙俄的规划基础上，开始城市建设。至1914年扩建完成，自中山广场向西，贯穿西通（现中山广场至青泥洼桥）、常盘町、伏见町等段。

## 交汇道路
- 中山广场（旧名大广场）
- 白玉街
- 友好广场（旧名西广场）（友好路、一德街、向前街、普照街）
- 昆明街
- 解放路
- 荣盛街
- 友好街
- 大公街
- 高明街
- 畅通街、英华街
- 同庆街、保健街
- 欢胜街
- 三元街
- 乐业街
- 市场街
- 日新街
- 新开路
- 人民广场（旧名长者广场）
- 北京街
- 沈阳路
- 长春路
- 大同街
- 不老街、珠江路
- 东北路
- 正仁街
- 拥警街
- 联合路
- 玉华街
- 万岁街
- 白山路
- 连胜街
- 成仁街
- 太原街
- 沿河街
- 和平东街
- 和平西街
- 西安路（旧名大正通）